# Dasytinae
Sous-famille
Les Dasytinae sont une sous-famille d'insectes de l'ordre des coléoptères, de la famille des Melyridae.

## Liste des genres rencontrés en Europe
Selon Fauna Europaea (13 janv. 2015) :
- Allotarsus
- Dasytes
- Divales
- Dolichophron
- Dolichosoma
- Enicopus
- Graellsinus
- Psilothrix
- Trochantodon